# Il malato immaginario
Il malato immaginario é um filme italiano de 1979, dirigido por Tonino Cervi. É baseado na peça de teatro Le malade imaginaire, de Moliére.

## Sinopse
Argante (Alberto Sordi) é um rico proprietário convencido que está doente. Na verdade é um hipocondríaco. O seu medo leva-o a rodear-se dos mais questionáveis cuidados médicos. Enquanto os médicos elaboram bizarras explicações para a sua doença imaginária, os camponeses revoltam-se, o administrador engana-o, a mulher quer vê-lo morto e as únicas pessoas que realmente se preocupam com ele são a filha Angelica (Giuliana De Sio) e a empregada Tonietta (Laura Antonelli).

## Elenco
- Alberto Sordi: Don Argante
- Christian De Sica: Claudio Anzalone
- Ettore Manni: L'amministratore dei poderi
- Vittorio Caprioli: Vincenzo, il vecchio servo
- Stefano Satta Flores: Il notaio
- Bernard Blier: Il dottor Purgone
- Laura Antonelli: Tonietta
- Giuliana De Sio: Angelica
- Marina Vlady: Lucrezia, seconda moglie
- Carlo Bagno: Il dottor Anzalone
- Eros Pagni: Il dottore
- Victoria Zinny: Una contadina
- Laura Lattuada: Luigina, la figlia di Lucrezia
- Veronica Zinny: Luigina
- David Pontremoli: Claudio